# Umberto Ilariuzzi
Umberto Ilariuzzi (Parma, 21 febbraio 1908 – Parma, 5 marzo 1985) è stato un partigiano e sindacalista italiano.

## Biografia
Nasce in una famiglia dell'Oltretorrente di Parma e diviene, giovanissimo operaio, esponente del PCI e dell'antifascismo parmense.
Arrestato una prima volta nel 1928, nel 1930 viene inviato al confino di polizia. La pena viene sospesa perché deferito al Tribunale speciale per la difesa dello Stato.
Nel 1931 è condannato a dieci anni di reclusione dal Tribunale speciale  e nel 1936 ad altri dieci anni. È detenuto a Civitavecchia, Perugia, Fossano, Ponza e Ventotene. Esce dal carcere nel 1939.
Dopo l'8 settembre prende parte alla guerra di liberazione come ufficiale della 143ª Brigata Garibaldi, con il nome di battaglia di “Pippo”. Partecipa all'incontro di Villa Braga del 10 settembre 1943, in cui vengono prese le prime decisioni organizzative a livello provinciale sulla lotta partigiana. Dopo la Liberazione diviene segretario della Camera del Lavoro di Parma, ricoprendo la carica di consigliere comunale per il PCI dal 1946 al giugno 1951.
A San Pancrazio Parmense c'è una via a lui dedicata.